# 加藤雅也 (1958年生の俳優)
加藤 雅也（かとう まさや、1958年7月4日-）は、日本の俳優、声優。大沢事務所に所属。以前は劇団四季に所属していた。

## 経歴
- 1976 早稲田高等学校卒業
- 1978 上智大学法学部法律学科入学
- 1980 劇団四季研究所18期生
- 1982 上智大学法学部卒業
- 1984 文学座演劇研究所23期生

## 出演

### テレビドラマ
- 夏樹静子サスペンス 誰知らぬ殺意 (1987)
- 女検事・霞夕子 非常階段を降りる女 (1987)
- はぐれ刑事純情派 第1シリーズ第8話 (1988)
- もうひとつのJリーグ (1993)

### 映画
- もう頬づえはつかない (1979)
- 死線を越えて 賀川豊彦物語 (1988)
- CFガール (1989)
- お墓がない! (1998)

### 吹き替え
- ER XI 緊急救命室 第238話 メドフォード〈ティム・ラス〉 役（2006年 NHK BS2）

### 舞台
劇団四季
- コーラスライン
- アルト・ハイデルベルク (1982)
- エビータ (1982-1983)
- ウェストサイド物語 (1983)
- キャッツ (1983-1984)

TYPES
- マクベス 第40回公演(2010)/第77回公演(2016) - ダンカン
- ここだけの話・燃えろ！北の恋 第41回公演(2010)
- 夏の夜の夢 第43回公演(2011)
- アリス One Spring Day～ある春の日～ 第76回公演(2015)
- アリス Summer Memories ～夏の思い出～ 第79回公演(2015)
- 冬物語 第81回公演(2016) - カミロー
- アリス 第89回公演(2017)

ブロードウェイ・バウンズ
- ドラキュラバー2018 (2018)
- 同窓会～その怨み晴らして候～ (2018)

その他
- 「Ｐ」天才って何？ (2005)

### 朗読劇
TYPES
- 紡ぐ～芥川・太宰・賢治の調べ～ 第2回公演(2014)/第3回公演(2014)

### ゲーム
- ロマンシング サガ -ミンストレルソング- (2005) - カール・アウグスト・ナイトハルト、ローバーン公コルネリオ
- シークレット オブ エヴァンゲリオン (2006) - 駿河ハジメ
- シークレット オブ エヴァンゲリオン (2007) - 駿河ハジメ

### CM
- 「ロマンシング サガ -ミンストレルソング- リマスター」ウェブCM （2022年）- カール・アウグスト・ナイトハルト

## その他の活動
- TYPESによる声優・ナレーションレッスン教室の講師[2]